# Frank Burty Haviland
Pour les articles homonymes, voir Burty et Haviland (homonymie).
Frank Burty Haviland, né à Limoges le 16 octobre 1886 et mort le 16 décembre 1971 à Perpignan est un peintre cubiste. Il signe ses œuvres « Frank Burty », du nom de sa mère.

## Biographie
Il est le fils de l'industriel Charles Edward Haviland, dont le père David Haviland a quitté les États-Unis et s'est installé en France en 1842 pour y développer la firme Haviland, une activité de fabrication de porcelaine de Limoges. Il est le frère du photographe Paul Burty Haviland et le petit-fils du collectionneur Philippe Burty.
En 1902, il est élève à l'École des Roches. 
Frank Burty Haviland refusera d’être porcelainier et s’installe à Paris dans un atelier de Montparnasse au 70 rue Notre-Dame-des-Champs, il fréquente notamment le compositeur Déodat de Séverac (1872-1921). À partir de 1905 le jeune Burty fait trois séjours en Allemagne pour se former puis part à New York entre octobre et novembre 1907. C’est dans cette ville qu’il réalise ses premiers pas de peintre ; il y séjourne jusqu’en 1908.
L’été 1909 il voyage avec le sculpteur Manolo Hugué (dit Manolo) dans les Pyrénées-Orientales et s’installe d'abord à Bourg-Madame puis, à partir de janvier 1910, à Céret avec Manolo et Déodat de Séverac. C’est grâce à l’amitié de Frank Burty Haviland, possédant déjà la maison Alcouffe, et de Manolo Hugué que Pablo Picasso, invité par eux dans cette maison, vient les rejoindre à Céret en 1911. L’aventure cubiste a lieu pendant trois années à Céret à travers le tandem Pablo Picasso et Georges Braque. Frank Burty Haviland est influencé par ce mouvement et peint des œuvres majeures entre Céret et Paris. Puis il laisse le Cubisme pour une peinture de facture plus classique évoquant la plupart du temps les paysages qui l’environnaient, notamment depuis l'ancien Couvent des Capucins de Céret, acquis en 1913, pour en faire sa résidence et son atelier jusqu'en 1924.
.

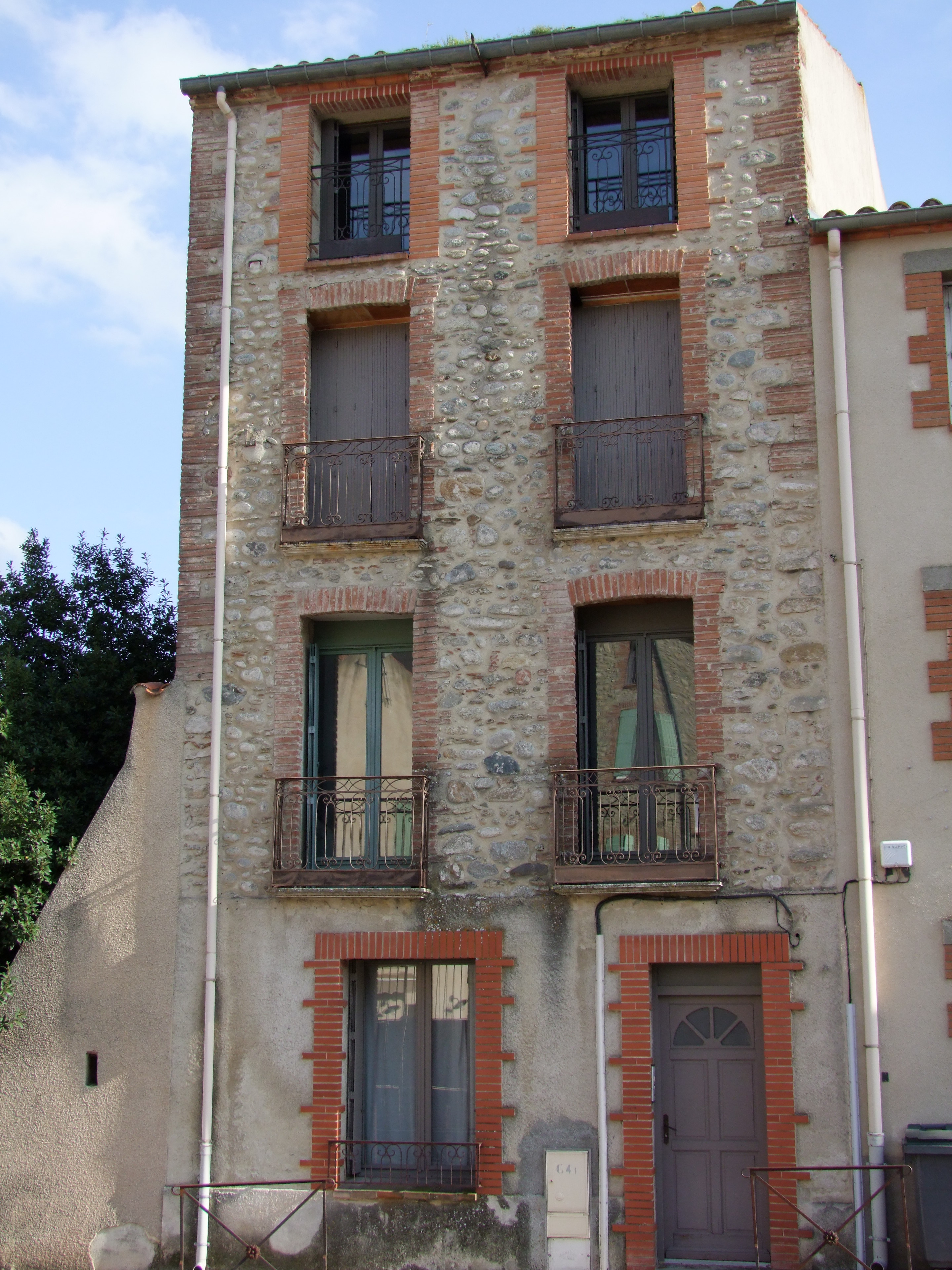
Première acquisition immobilière à Céret. Il y a accueilli de célèbres peintres amis.

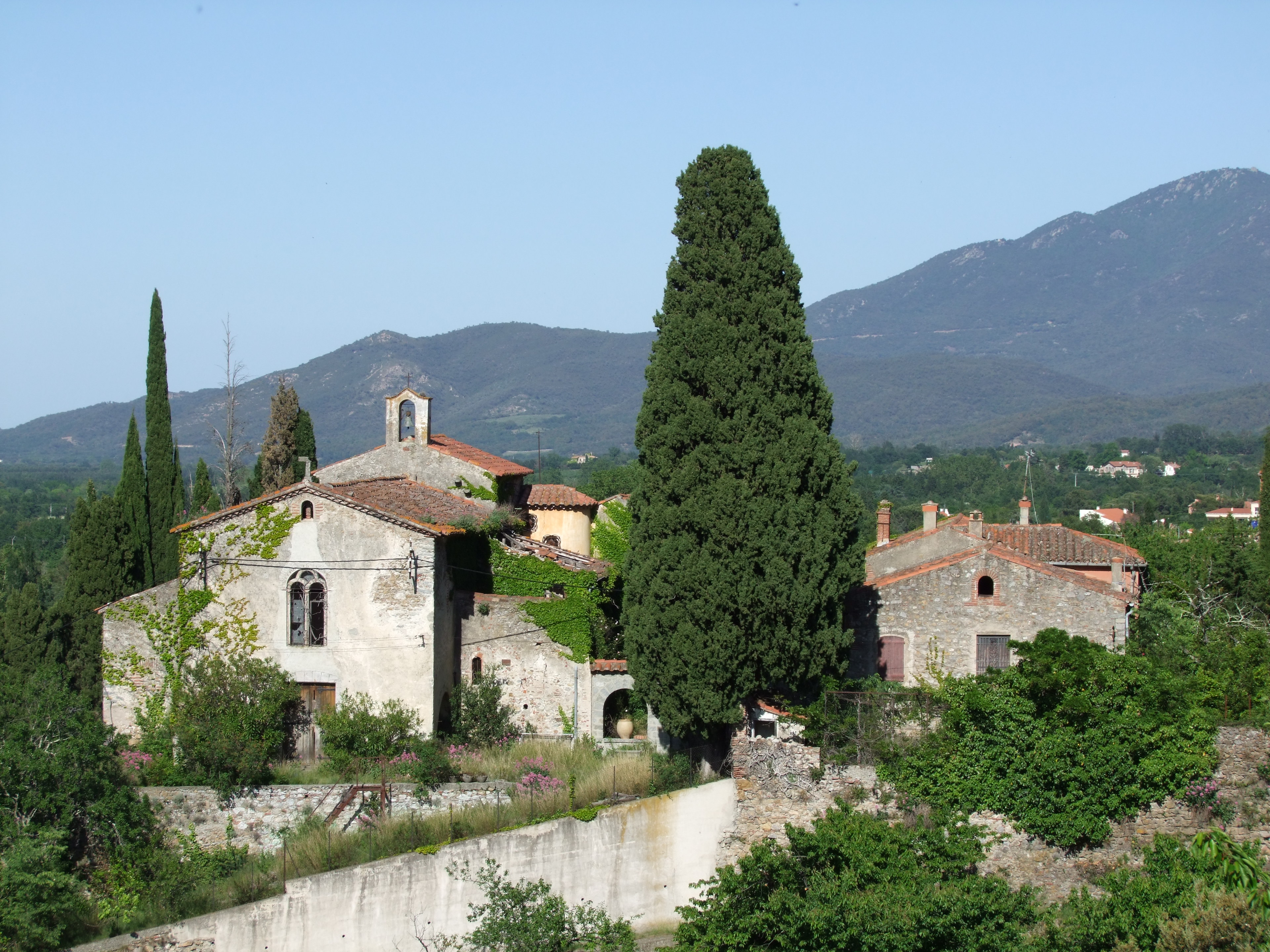
Face du site la plus célébrée par les peintres ayant séjourné à Céret au début du XXe siècle

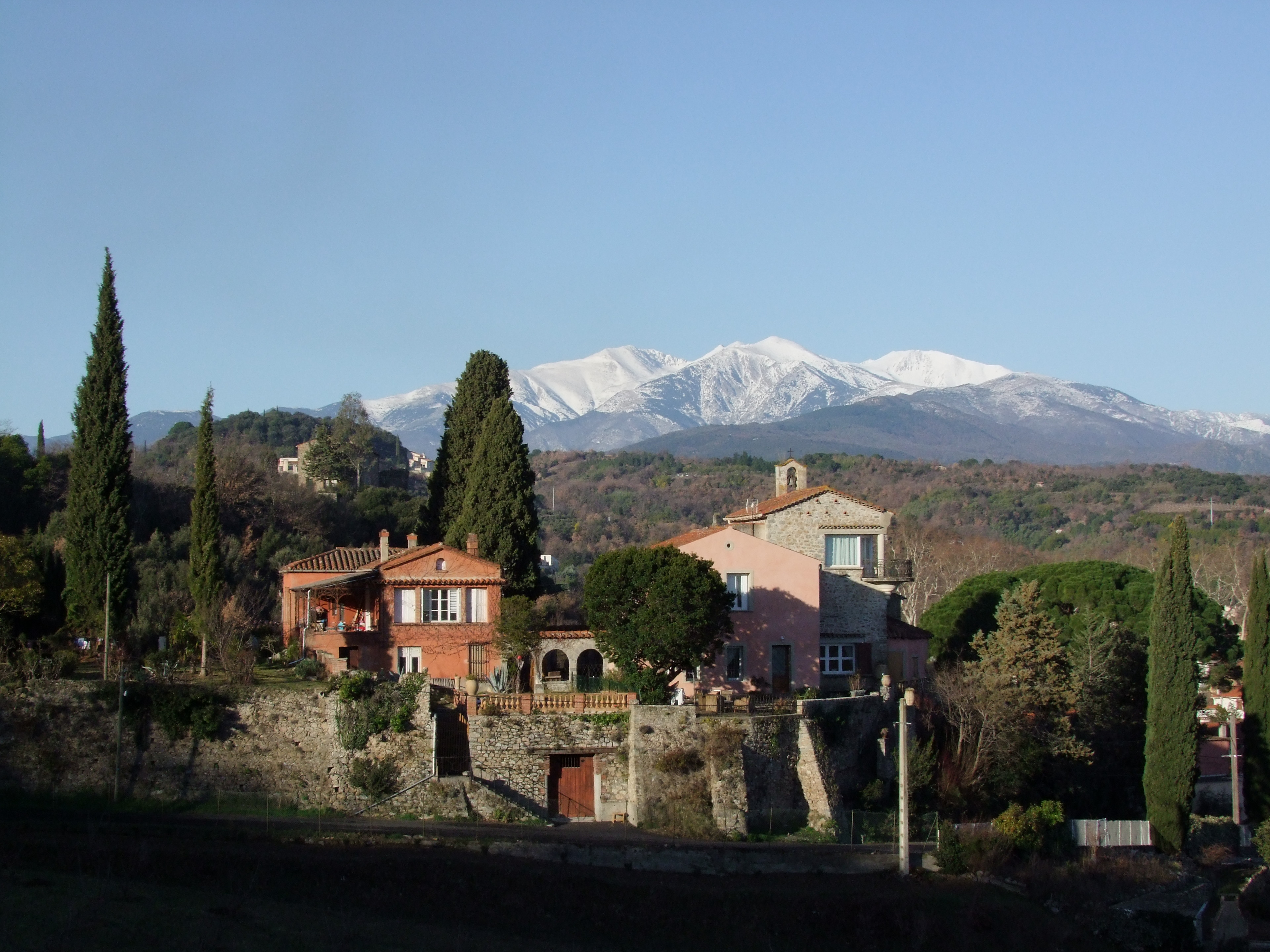
Face Est remaniée par F.Burty Haviland,sur toute la partie centrale et gauche du bâti

En 1950, Pierre Brune et Frank Burty Haviland créent le Musée d'Art moderne de Céret et invitent les artistes qui ont fréquenté la ville à faire don de quelques-unes de leurs œuvres. Picasso offre 53 pièces et Henri Matisse, 14 dessins. Il dirige le musée de 1956 à 1961. 
Les œuvres de Frank Burty Haviland du début du siècle ont aujourd’hui une valeur très importante pour l’étude du mouvement cubiste. Elles se retrouvent en nombre dans le fonds acquis par le musée de Céret à sa succession en 2007 et 2008.
Le musée organise une rétrospective de son œuvre en 2009-2010, qui intègre ainsi le fond permanent. 

Frank Burty Haviland
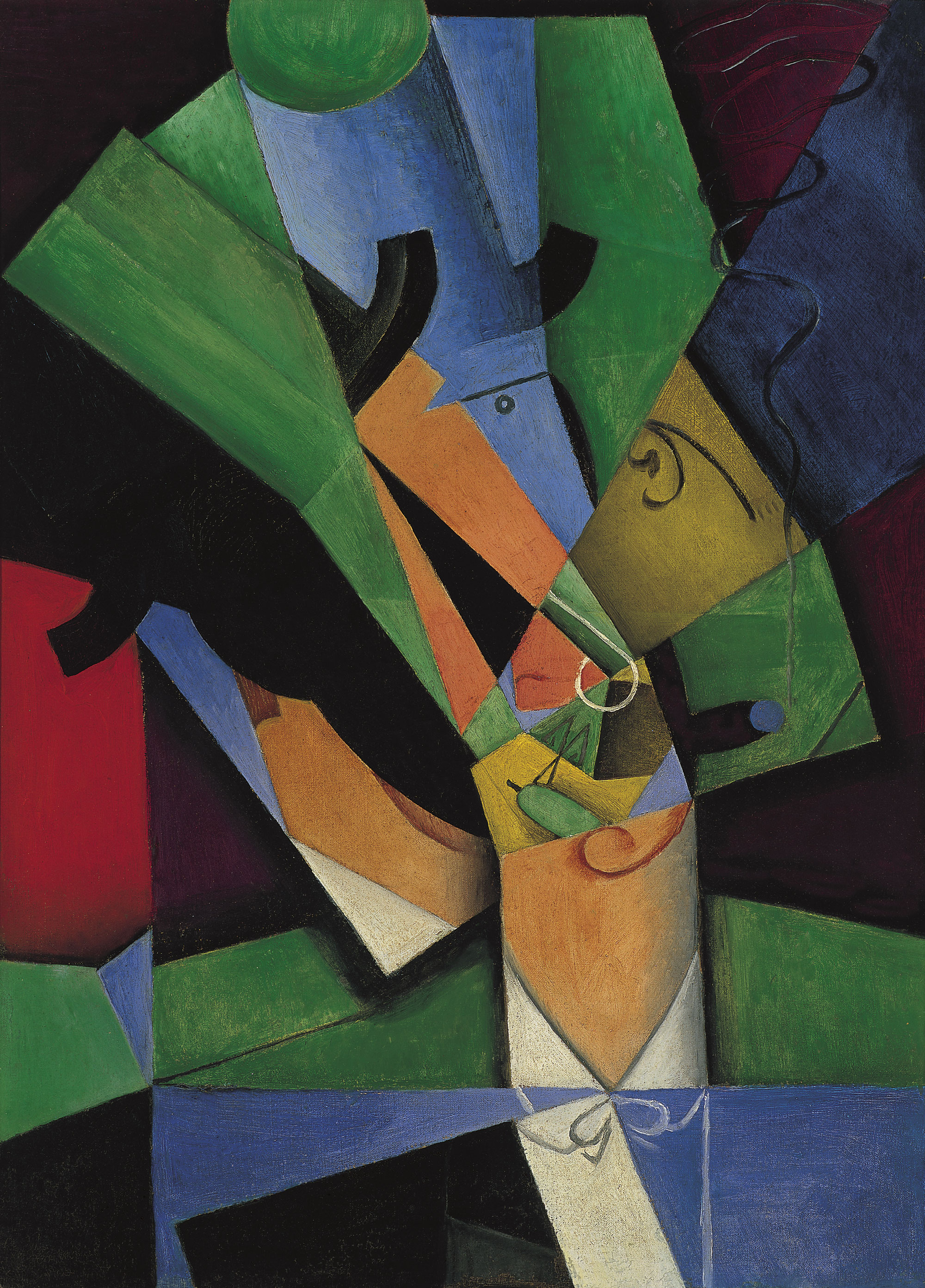
Portrait par Juan Gris (1913).
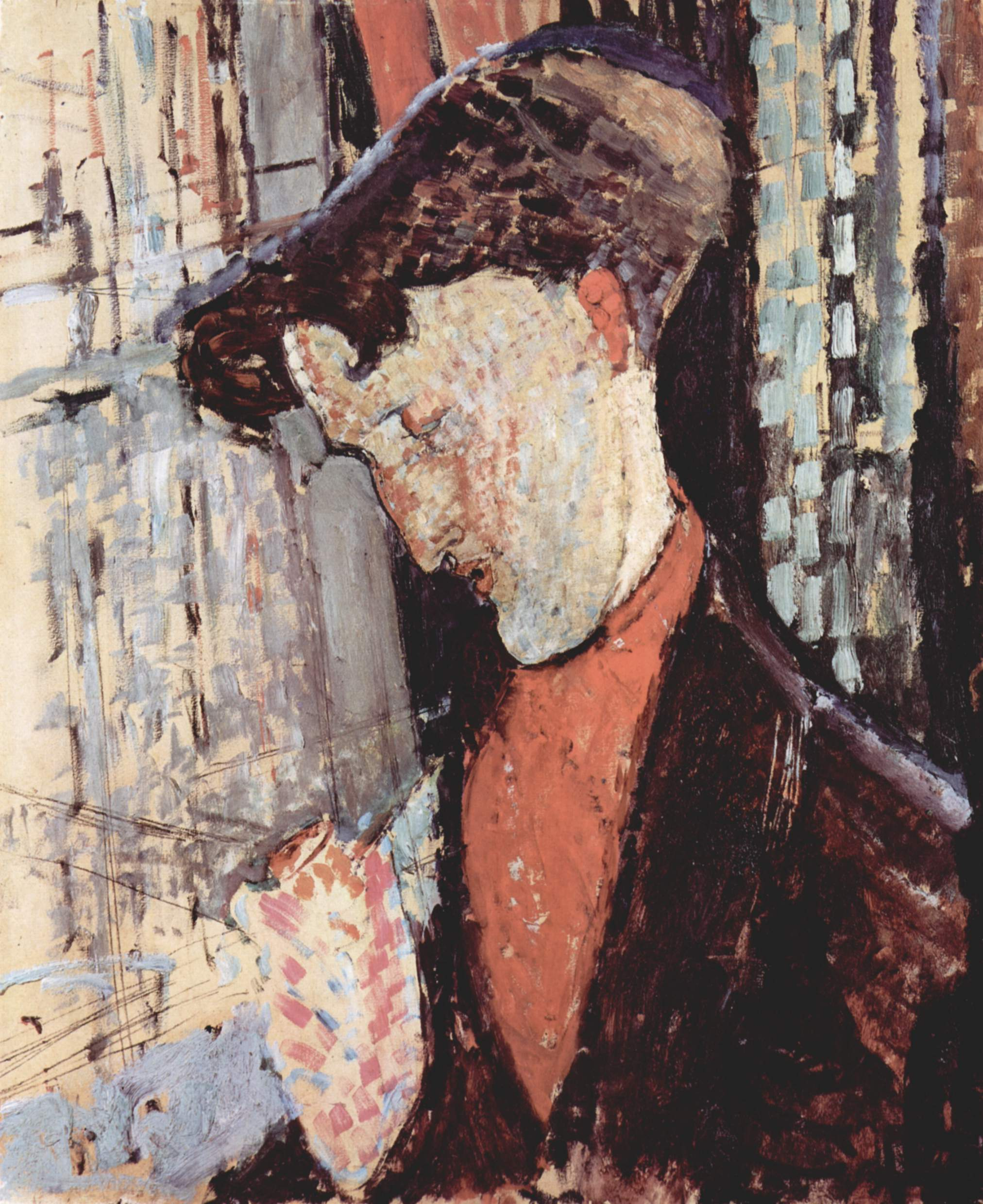
Portrait de Frank Burty Haviland par Modigliani (1914).
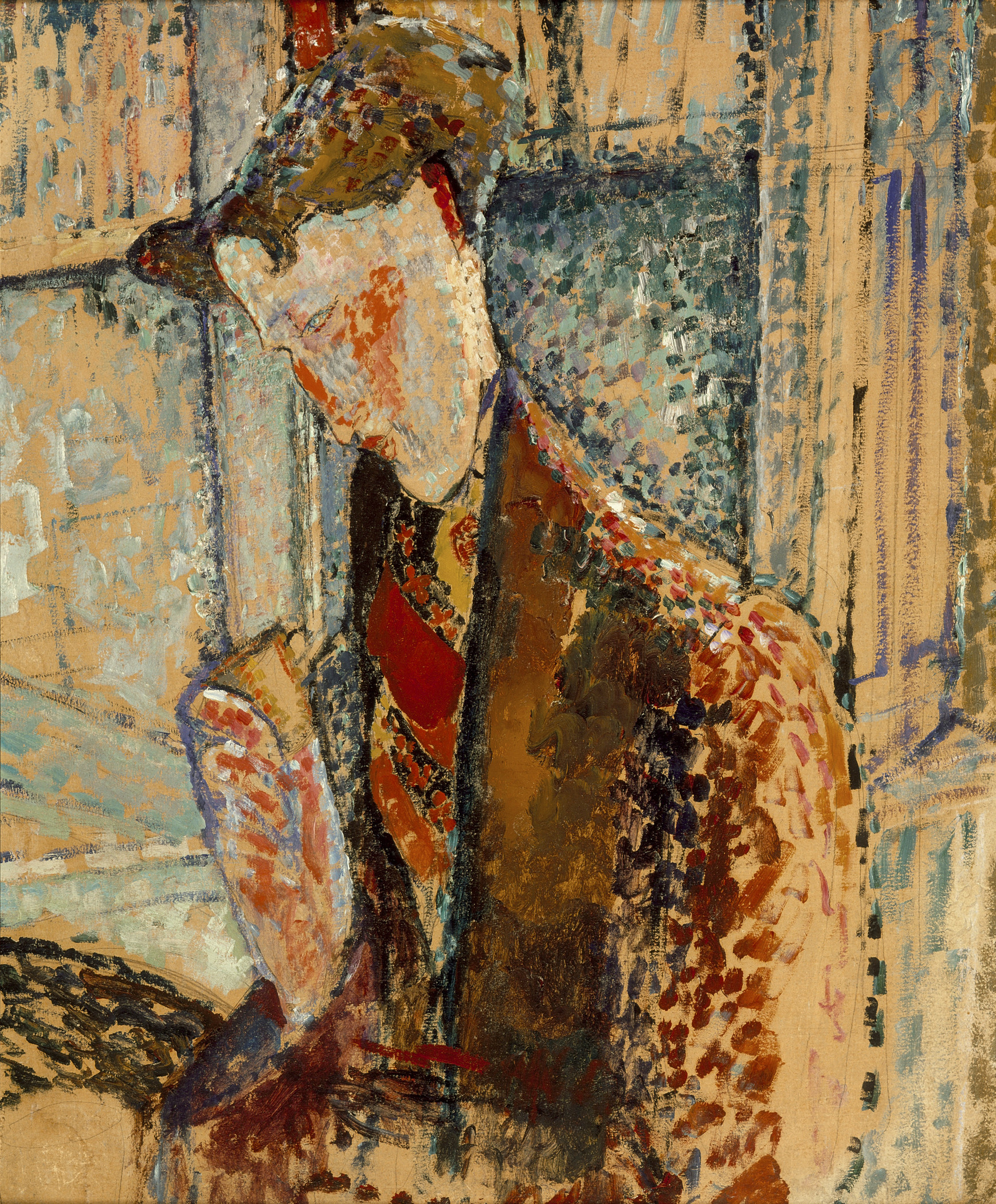
Portrait par Modigliani (1914).